# 溫海交通
溫海交通（日语：／）株式會社是一間總部位於山形縣鶴岡市湯溫海，庄交控股旗下的巴士公司。庄內交通於鶴岡市溫海地區的本地巴士路線轉讓至溫海交通負責時成立。在2014年4月1日，再次合併至庄內交通株式會社，曾經的總部變成了庄內交通溫海營業所。

## 歷史
- 1988年（昭和63年）12月 - 溫海交通株式會社成立。
- 1989年（平成元年）1月19日 - 繼承了4條路線並開始營運[1]。
- 2014年（平成26年）4月1日 - 再次合併至庄內交通[2]。

## 曾經行走的巴士路線
在2014年4月1日起，所有班次由庄內交通負責。
※：粗體區間是自由上落車制。
- 戶澤線
  - 溫海營業所 - 溫海溫泉中心 - 溫海溫泉站 - 五十川站前 - 五十川 - 戶澤 - 強龍寺
- 平澤線
  - 溫海營業所 - 溫海溫泉中心 - 溫海溫泉站 - 小岩川站前 - 鼠關站前 - 松角屋倉庫前 - 小名部 - 平澤
- 關川線
  - 溫海營業所 - 溫海溫泉中心 - 溫海溫泉站 - 岩川郵局前 - 溫壽莊前（部分班次途經「溫壽莊」正面玄關） - 槙之代 - 小國 - 木之俁 - 越澤 - 關川
- 溫海川線
  - 溫海溫泉站 - 溫海溫泉中心 - 溫海營業所 - 溫海川長元屋

## 注腳
1. ↑  平成元年1月19日讀賣新聞朝刊22頁山形讀賣庄內·最上
2. ↑  庄内交通株式会社の合併のお知らせ （页面存档备份，存于）（日語）（庄內交通 2014年4月）

## 外部連結
- 庄交集團 （页面存档备份，存于）（日語）